# Jism 2
Série
Fatale Attraction
(2003)
Pour plus de détails, voir Fiche technique et Distribution.
Jism 2 est un thriller érotique indien, réalisé par Pooja Bhatt, sorti en 2012. Il s'agit de la suite du film Fatale Attraction, sorti en 2003 et marque le début de la carrière de l'ancienne actrice pornographique indo-canadienne Sunny Leone, à Bollywood.

## Synopsis
Izna (Sunny Leone) se meurt. Elle, qui était une vedette du cinéma pornographique, est en proie au doute tandis que son âme rejoint son créateur. Un soir, six mois plus tôt, elle a rencontré Ayaan Thakur (Arunoday Singh), un agent des services secrets indiens qui l’enrôle après une nuit aussi impersonnelle qu’enflammée. Ils s’envolent sur le champ pour le Sri Lanka où Guru Saldanah (Arif Zakaria), le supérieur d’Ayaan, lui explique sa mission.
Il s’agit de récupérer des informations à même de détruire le réseau criminel de Kabir Wilson (Randeep Hooda). Cet ancien policier d’élite a sombré dans le crime et le terrorisme à la suite d’une déception sentimentale. Celle qui lui a brisé le cœur n’est autre qu’Izna, la seule maintenant capable de gagner sa confiance et de lui subtiliser les documents secrets permettant de démanteler son organisation malfaisante. Mais Izna est toujours amoureuse de Kabir et éprouve d'autant plus de scrupules à le trahir qu'il lui affirme qu'il n'a exécuté que des policiers et des politiciens corrompus.

## Fiche technique
- Titre français : Jism 2
- Titre original : ਜਿਸਮ-2
- Réalisation : Pooja Bhatt

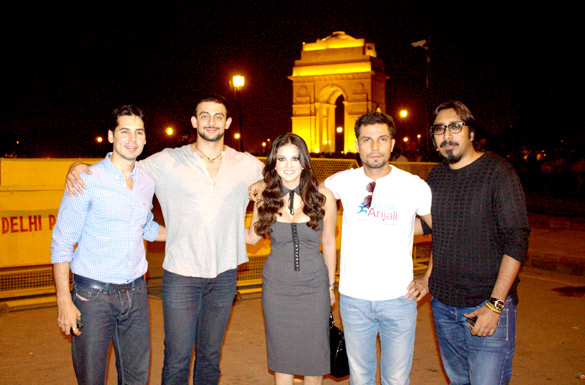
l'équipe de Jism 2

- Scénario : Mahesh Bhatt et Shagufta Rafiq
- Photographie : Nigam Bomzan
- Musique : Vicky Goswami, Arko Pravo Mukherjee et Mithun Sharma
- Montage : Devendra Murdeshwar
- Production : Pooja Bhatt et Dino Morea
- Sociétés de production : Clockwork Films Private Limited, Fish Eye Network
- Sociétés de distribution : K&D Entertainments (Australie), Video Palace House of Distribution (Canada), Vishesh Films
- Budget : 70 millions de roupies
- Pays d'origine :  Inde
- Langue : Hindi
- Format : Couleur (Technicolor) - 2.35 : 1 – 35 mm — Dolby SR, LC-Concept Digital Sound (France)[1]
- Genre : Drame, Romance, Thriller érotique
- Durée : 129 minutes
- Dates de sorties en salles : 
  -  Inde : 3 août 2012